# 梅尔希奥·比尔京
梅尔希奥·比尔京（德語：Melchior Bürgin，1943年10月17日—），瑞士男子赛艇运动员。他曾代表瑞士参加世界赛艇锦标赛，获得一枚金牌。他也曾参加1964年、1968年和1972年夏季奥运会。